# Registro de Endereços da Internet para a América Latina e o Caribe

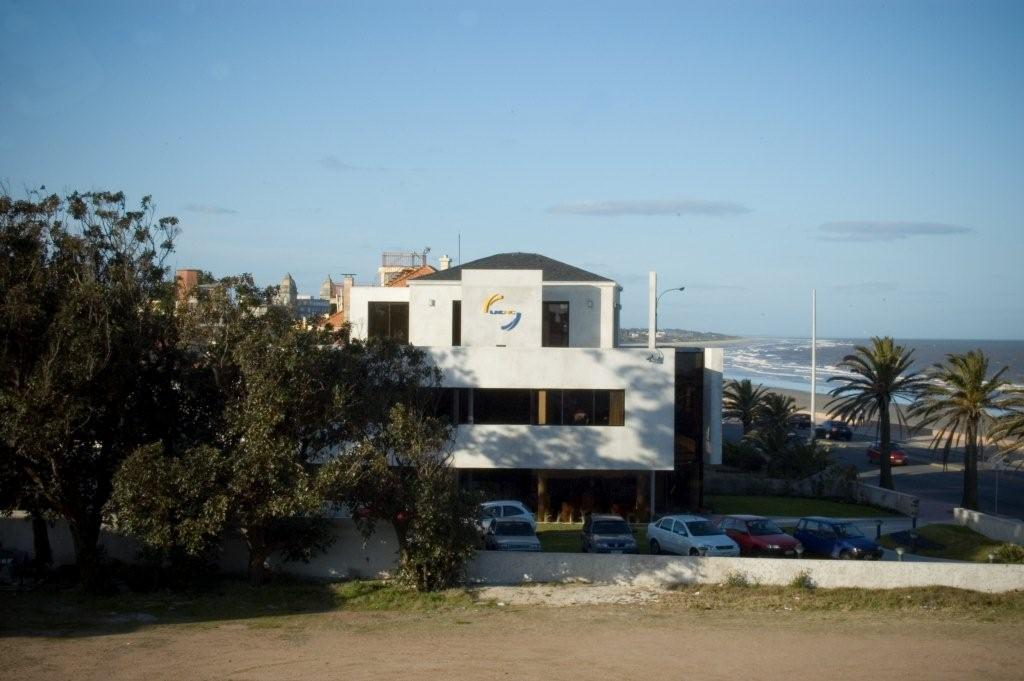
O edifício que abriga o LACNIC em Montevidéu, Uruguai

O Registro de Endereços da Internet para a América Latina e o Caribe (LACNIC) é o Registro Regional da Internet para a região da América Latina e Caribe.
O LACNIC fornece a alocação de recursos numéricos e serviços de registo que suportam a operação global da Internet. É uma organização sem fins lucrativos, cujos membros incluem fornecedores de serviços Internet e organizações similares.

## Funções
As principais funções do LACNIC são:
- Alocação do espaço de endereço IPv4 e IPv6 e Números de Sistemas Autônomos;
- Manter o serviço WHOIS para a América Latina e Caribe;
- Delegação de DNS Reverso;
- Representar os interesses da comunidade Internet na América Latina e Caribe no cenário mundial;

## História
Desde 1993, organizações acadêmicas na América Latina discutiram a necessidade de um registro específico para a América Latina. Em 1998, durante uma reunião no Panamá, este tema foi discutido e soube-se que outro grupo formado por organizações comerciais também discutiam a ideia de um registro da América Latina.
Em 30 de janeiro de 1998, Ira Magaziner, então assessor sênior de ciência do presidente norte-americano Bill Clinton, publicou um documento conhecido como o "Livro Verde" após o incidente sobre a autoridade da raiz do DNS. Uma versão revisada conhecida como o "Livro Branco" foi lançada em 5 de junho. O trabalho propunha uma nova organização para lidar com os recursos da Internet (que mais tarde culminou na formação da ICANN).
Após este lançamento, uma série de grupos organizaram conferências para discutir essa proposta e fazer sugestões, entre elas, o Fórum IFWP.
O IFWP organizou quatro reuniões, a última em Buenos Aires, que contou com a participação de vários indivíduos e organizações. Entre eles, Oscar Messano, Anthony Harris e Edmundo Valiente, da CABASE, Fábio Marinho, membro do Comitê Gestor da Internet no Brasil (CGI.br) e presidente da ASSESPRO - Associação Brasileira de Empresas de Software Serviços de Informática e Internet, Raimundo Beca - AHCIET - Associação Hispanoamericana de Centros de Investigación y Empresas de Telecomunicaciones, NIC México - Oscar Robles e German Valdez , Dunayevich Julian, y Echeverria Raul, ENRED.
Essas organizações, unidas por ECOMLAC - Federación Latino Americana y Caribeña para Internet y el Comercio Electrônico -, argumentou que os endereços IPs da América Latina poderiam ser tratados por uma entidade local e chegaram a um acordo para a sua criação.
Outras pessoas participaram dessas discussões iniciais, entre elas: Cadenas Eliezer (ENRED), Vienegas Fidel (AHCIET) e Raphael Mandarino (CGI.br).
Finalmente, o acordo para a criação do LACNIC (Latin American and Caribbean IP Address Regional Registry), foi assinado em Santiago em 22 de agosto de 1999, durante a segunda reunião da ICANN.
Um conselho provisório foi definido com seis membros:
- AHCIET - Raimundo Beca;
- CABASE - Jorge Plano, que foi posteriormente substituído por Oscar Messano;
- CGI.br - José Luis Ribeiro;
- ENRED - Julian Dunayerich, mais tarde substituído por Raul Echeverria;
- NIC.mx - German Valdez;
- ECOMLAC - Fabio Marinho;

Essa diretoria interina do LACNIC apresentou o acordo em 26 de agosto de 1999 a Esther Dyson, então Presidente do Conselho Provisório da ICANN para a aprovação da entidade.
Um plano de negócios para esta nova organização foi desenvolvido e apresentado ao ARIN, a organização responsável por essa região naquele momento. Um estatuto foi criado e foi decidido que a sede do LACNIC seria em Montevidéu, com o pessoal técnico e equipamentos operando em São Paulo, nas instalações do NIC.br.
Uma vez que o LACNIC estava em total conformidade com os critérios para um novo registro regional de Internet, tal como estabelecido pela comunidade de Registries Internet e a ICANN, foi formalmente reconhecido pela ICANN durante a reunião em Xangai, em 31 de outubro de 2002.
O LACNIC foi inaugurado em 2001, com sede administrativa em Montevidéu, Uruguai e com meios técnicos fornecidos pelo CGI.br em São Paulo.

## Área de cobertura do LACNIC
| - Argentina - Aruba - Belize - Bolívia - Bonaire - Brasil - Chile - Colômbia - Costa Rica - Cuba - Curaçao | - Equador - El Salvador - Guatemala - Guiana - Guiana Francesa - Haiti - Honduras - Ilhas Malvinas - México - Nicarágua - Panamá | - Paraguai - Peru - República Dominicana - Saba - Santo Eustáquio (Países Baixos) - São Martinho (Países Baixos) - Ilhas Geórgia do Sul e Sandwich do Sul - Suriname - Trinidad e Tobago - Uruguai - Venezuela |

## Estrutura

### Organizacional
O LACNIC é composto por:
- Membros
  - Os membros podem influenciar diretamente as atividades do LACNIC e seus serviços. Os membros são responsáveis por:
    - nomear e eleger os candidatos à sua Diretoria Executiva;
    - aprovar o regime de tarifação do LACNIC, e
    - aprovar o Relatório Financeiro do LACNIC a cada ano.

Os membros também contribuem com as atividades realizadas e os serviços prestados pelo LACNIC.
- Diretoria Executiva
  - Os membros do LACNIC nomeiam e elegem o Conselho Executivo. O Conselho é composto por seis membros e é responsável pela nomeação da Diretoria Executiva do LACNIC e para a sua situação financeira global.
- Funcionários
  - Executam as atividades do LACNIC e prestam de serviços aos seus membros, assim como prestam apoio administrativo.

### Diretoria Executiva
| Nome               | Cargo              | País de residência | Fim de mandato   |
| ------------------ | ------------------ | ------------------ | ---------------- |
| Alejandro Guzmán   | Presidente         | Colômbia           | Dezembro de 2021 |
| Javier Salazar     | Vice Presidente    | México             | Dezembro de 2022 |
| Gabriel Adonaylo   | Tesoureiro         | Argentina          | Dezembro de 2023 |
| Wardner Maia       | Segundo Tesoureiro | Brasil             | Dezembro de 2022 |
| Esteban Lescano    | Secretário         | Argentina          | Dezembro de 2021 |
| Evandro Varonil    | Segundo Secretário | Brasil             | Dezembro de 2021 |
| Carmen Denis       | Vocal              | México             | Dezembro de 2023 |
| Oscar Robles Garay | Diretor Executivo  | Uruguai            |                  |

- Ex-diretores

Raimundo Beca, Jesus Martinez, Carlos Neira (2007-2009), Fábio Marinho e Oscar Robles

## Composição
As organizações que recebem endereços IP diretamente do LACNIC automaticamente tornam-se membros. De acordo com o tamanho do espaço de endereços que cada organização administra, há categorias de membros e diferentes níveis. A associação é aberta a qualquer pessoa ou organização interessada, o que significa que as organizações que não recebam endereços IP diretamente do LACNIC também podem solicitar a adesão.
Não é necessário se tornar um membro do LACNIC antes de solicitar um bloco de endereços IP (ou qualquer outro recurso), tampouco será mais fácil obtê-los ao fazer isso.

## Acordos de Cooperação do LACNIC
Desde a sua criação, LACNIC adotou uma política de cooperação ativa, buscando consolidar-se como uma organização para reforçar a sua participação no crescimento e desenvolvimento da Internet na região e para satisfazer o seu objetivo principal da gestão dos recursos da internet para a região da América Latina e no Caribe.
Um exemplo disso são os primeiros acordos assinados com Comitê Gestor da Internet no Brasil e o NIC México. Através do primeiro acordo, foi possível obter a infraestrutura técnica e recursos humanos necessários para o centro operacional do LACNIC na cidade de São Paulo durante os dois primeiros anos de sua existência. No caso do acordo com o NIC México, foi possível implementar planos de LACNIC formação para a organização, através da elaboração de material e organização de reuniões em diferentes países da região.
Esses dois acordos tiveram um papel importante na conquista de estabilidade e viabilidade do LACNIC durante seus estágios iniciais.
Da mesma forma, através da geração de acordos de cooperação e actividades diferentes LACNIC foi possível contribuir significativamente para o fortalecimento da instituição, bem como para o crescimento e desenvolvimento da comunidade de Internet na região.
A participação do LACNIC em cada acordo é variada e depende dos recursos que estão disponíveis em cada caso, mas a intenção sempre é complementar os recursos e ações de cada organização. Por essa razão, em alguns casos, o LACNIC participa usando seus próprios recursos ou obtendo fundos provenientes do exterior da região, enquanto em outros facilita a institucionalização das organizações regionais de integração e co-participa da organização de fóruns e outros eventos, bem como o apoia a investigação em questões estratégicas.
Assim, embora não seja sua função principal, o LACNIC contribui para o crescimento e evolução da comunidade regional, reforçando a sua presença internacional e relevância, resultando em um maior grau de envolvimento sobre a definição de políticas e de gestão global de recursos da rede em nível internacional.

### Exemplos de acordos
- Acordo NIC.br - LACNIC
- Acordo NIC.mx - LACNIC
- Acordo CLARA - LACNIC
- Acordo de Cooperação ECOM-LAC - LACNIC
- Acordo de Cooperação LACTLD - LACNIC
- Acordo ICA-IDRC - LACNIC (Programa FRIDA)
- Acordo ISC - LACNIC (Projeto +RAICES)
- Acordo Universidade ORT - LACNIC
- Universidade da República, Uruguai (Escola de Engenharia) - Acordo LACNIC
- Programas de intercâmbio com outros RIRs
- Apoio e participação em eventos regionais e outros fóruns

## ANumber Resource Organization
Com os outros RIRs, o LACNIC é um membro do Number Resource Organization (NRO), que existe para proteger o conjunto de recursos numéricos não-alocados, para promover e proteger o processo de desenvolvimento de políticas bottom-up e ser o ponto focal para a entrada no sistema de RIRs.